# Monte Penoso (Maio)
O Monte Penoso, com 431 m de altitude, é o pico mais elevado da ilha do Maio, no arquipélago de Cabo Verde.  Tem origem vulcânica e fica situado a 11 km a nordeste da Vila do Maio e 3 km oeste de Pedro Vaz. O monte encontra-se classificado como reserva natural protegida.

## Ver tambêm
- Lista de montanhas de Cabo Verde
- Áreas protegidas de Cabo Verde